# 程虹
程虹（1957年11月21日—），河南郑州人，籍貫是山東省莒南縣，毕业于洛阳解放军外国语学院，大学英语语言文学教授、学者、文学博士，中华人民共和国前国务院总理李克强遺孀。任职于首都经济贸易大学外国语学院，从事英语教学与研究，主持研究自然文学与生态批评项目，担任该校学术委员会委员职务。曾从事美国自然文学研究，被誉为“中国从事美国自然文学研究第一人”。出版有多部关于美国自然文学的著作和译作。

## 履历
1957年，程虹出生于河南省郑州市一个干部家庭。文化大革命时期，程虹于1974年从郑州七中74届（一）班提前毕业，到河南省郏县广阔天地大有作为人民公社插队，后任生产队长，被誉为公社“五朵金花”之一。
1977年，高考恢复后，程虹考上了洛阳解放军外国语学院三系，毕业后到清华大学进修，期间经朋友介绍，与在北京大学就读的李克强相识，两人于1983年结婚，育有一女。大学毕业后，在北京经济学院（首都经贸大学前身）外语系（现首都经济贸易大学外国语学院）任教，曾在中国社科院攻读博士。
1995年，程虹到美国布朗大学做访问学者时首次接触自然文学，程虹回国后为推介自然文学，在杂志上主持专栏，并翻译出版相关领域的名著。她与三联书店合作，前后用十年时间翻译出多部美国自然文学经典著作，形成译丛。
2014年5月，她陪同李克强出访埃塞俄比亚、尼日利亚、安哥拉、肯尼亚等非洲四国，这是她首次以中国官方形式陪同丈夫进行的外访活动。被誉为“李克强的软实力”。
丈夫李克强的外语水平高，能使用流利英语与外国人交流，据悉夫妇两人在家中会使用英语交谈。

## 荣誉
- 我心目中的十佳教师
- 北京市高校优秀青年骨干教师
- 首都经贸大学优秀任课教师
- 获北京市高校优秀教学成果二等奖
- 获北京市高校第三届哲学社会科学中青年优秀成果奖

## 家庭
- 丈夫：李克强（1955年7月3日—2023年10月27日），前中共中央政治局常委、国务院前总理。

- 女儿：育有一女，北京四中毕业后考入北京大学，后曾在美国哈佛大学留学。

- 父亲：程金瑞，曾任共青团河南省委副书记，后来担任国务院扶贫开发办公室顾问（副部级）。
- 母亲：刘益清，曾是新华社河南分社记者。

## 出版物
- 《遵命大臣：内阁大臣海克尔日记》（春风文艺出版社，1991年，ISBN 9787531305101）
- 《死亡手术室》（香港博益出版集团有限公司，1995年，ISBN 9789621714381）
- 《校园秘史》（中国文联出版公司，1995年，ISBN 9787505920941）
- 《达豪的歌――赫伯特·齐佩尔传》（人民音乐出版社，1998年，合译，ISBN 9787103016893）
- 《寻归荒野》（三联书店，2001年，系统介绍美国自然文学，ISBN 9787108015686）
- 《醒来的森林》（三联书店，2004年，邀请人们研习鸟类学，ISBN 9787108019998）
- 《遥远的房屋》（三联书店，2007年，散文集，ISBN 9787108027696）
- 《心灵的慰藉》（三联书店，2010年，一部非同寻常的地域与家族史，ISBN 9787108041142）
- 《当女性与荒野相遇——美国哈德逊风景画派女画家》，《读书》2022年10期[15]

## 相關鏈接
- https://www.brookings.edu/wp-content/uploads/2018/03/china_20180318_li_keqiang_profile.pdf （页面存档备份，存于）

| 榮銜                     | 榮銜                                                     | 榮銜                 |
| ------------------------ | -------------------------------------------------------- | -------------------- |
| 前任： 张培莉 温家宝夫人 | 中华人民共和国国务院总理夫人 2013年3月15日-2023年3月11日 | 繼任： 林环 李强夫人 |